# 市原勝人
市原 勝人（いちはら かつひと、1965年3月4日 - ）は、東京都出身の日本の野球指導者。二松學舍大学附属高等学校硬式野球部監督。保健体育科教諭。

## 経歴
二松学舎大附属高校では1年春よりベンチ入りをする。3年時にはエースとして第54回選抜高等学校野球大会に出場し、同校初の準優勝の成績を修めた。
高校卒業後は日本大学、社会人野球のNTT信越でプレー。社会人時代には3年連続都市対抗野球大会へ出場した。
選手引退後は母校の二松学舎大附属高校の臨時コーチに就任し、1996年春に31歳で監督に就任した。就任後は2002年、2004年に選抜大会出場を果たした。夏の大会では、創部から2013年までに計10度、夏の東東京大会決勝（1度目は東西分割前）に進出するも全て敗れていたが、2014年（第96回東東京大会）決勝で帝京高校を延長10回5-4で下し、11度目の決勝進出で学校としても初めての夏の選手権大会出場を果たした。
2021年夏には高校野球での指導実績などが評価され、日本高等学校野球連盟から「育成功労賞」が授与された。
主な教え子としては小杉陽太や鈴木誠也、大江竜聖、秋広優人、秋山正雲らがいる。